# Mas Rotllant de les Roques
Mas Rotllant de les Roques és una masia del municipi de Calonge (Baix Empordà) protegida com a bé cultural d'interès local.

## Descripció
És un edifici de pla basilical i teulada a dos nivells. A l'interior es troba l'estructura bàsica tradicional de tres crugies paral·leles. La sala central està coberta amb volta de canó d'arestes i les laterals han estat molt transformades. Al primer pis s'ha respectat l'estructura original però s'ha obert un balcó que dona més lluminositat a l'espai.
Cal remarcar l'espitllera sota l'ampit de la finestra de la dreta que no ha estat paredada. La façana també ha sofert transformacions: les finestres baixes s'han ampliant, el parament presenta un esgrafiat que simula carreus i un rellotge de sol a la part alta. La porta, d'arc rebaixat, té gravada la data de 1617. La casa dels masovers està adossada a la casa principal. Al davant s'hi ha fet un petit jardí. Malgrat les restauracions no ha perdut el caràcter rural.

## Història
La masia data de principis del segle xvii. Durant el segle xviii Calonge s'expansiona i integra al nucli urbà molts dels masos propers. Avui el Mas Rotllant de les Roques es troba voltat d'altres edificacions dins d'una barriada del poble.
Hi ha notícies de l'hereu Domènec Sabater Jofre que fou el primer reformador de la casa. El succeí la seva filla Dolors Sabater Palet i després passà al seu fill Josep M. Pou i Sabater, advocat, que realitzà la segona restauració. Actualment pertany a un dels fills d'aquest últim.